# Peromyia extensa
Peromyia extensa är en tvåvingeart som beskrevs av Berest 1991. Peromyia extensa ingår i släktet Peromyia och familjen gallmyggor.
Artens utbredningsområde är Ukraina. Inga underarter finns listade i Catalogue of Life.